# Михайленко Дмитро Станіславович
Дмитро́ Станісла́вович Михайле́нко (нар. 13 липня 1973, Кропивницький) — колишній український футболіст та футбольний тренер. У минулому — опорний півзахисник низки українських та іноземних футбольних клубів, а також національної збірної України.

## Клубна кар'єра
Професійні виступи розпочав 1990 року у складі кіровоградської «Зірки» у чемпіонаті СРСР. Протягом 1991—1994 років грав у чемпіонаті СРСР та чемпіонатах України у складі дніпропетровського «Дніпра». 1994 року перейшов до київського «Динамо», кольори якого захищав протягом 6 сезонів.

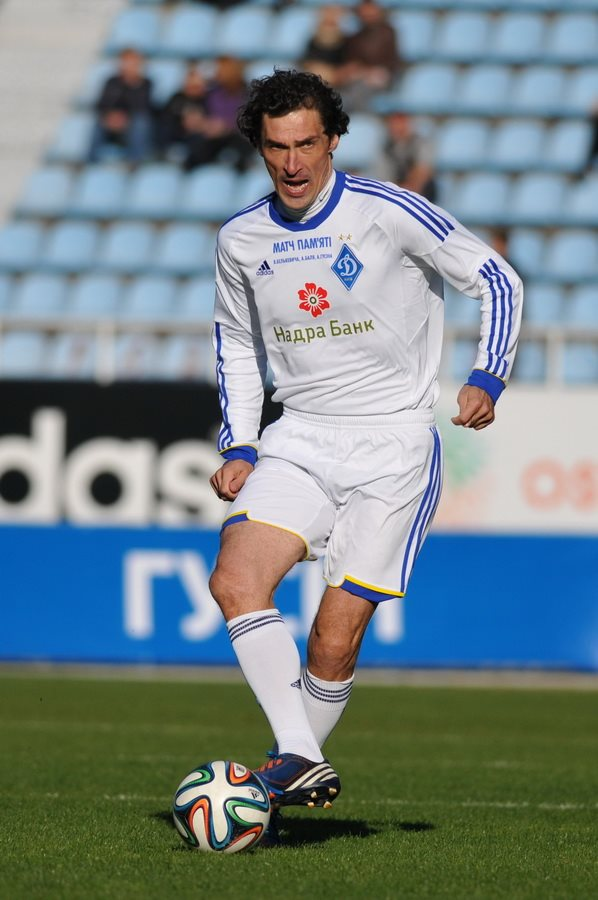

В сезонах 2000—01 та 2001—02 грав у Чемпіонаті Ізраїлю, виступаючи спочатку за «Хапоель» (Тель-Авів), а згодом за єрусалимський «Бейтар». 2002 року повернувся до України, де відіграв чотири сезони у вищій лізі у формі «Дніпра» та один сезон — у формі запорізького «Металурга».
У 2007—2009 роках виступав у Чемпіонаті Кіпру за «АПОП», який став останнім професійним клубом у кар'єрі гравця.
Так його описав Йожеф Сабо, тренер «Динамо» в середині 90-х (рос.): «очень старательный парень, много работал, единственный минус — у него не было скорости».

## Виступи за збірну
Викликався до молодіжної збірної СРСР, у складі якої став бронзовим призером молодіжного чемпіонату світу 1991 року.
У складі національної збірної України дебютував 27 квітня 1993 року у товариській зустрічі проти збірної Ізраїлю (нічия 1:1). Загалом протягом 1993—2000 років за головну команду України зіграв 23 матчі, відзначився 2 голами. У 1994—1995 роках також викликався до молодіжної збірної України, за яку провів 7 ігор, забив 2 м'ячі.

### Голи у складі національної збірної
| #  | Дата           | Місце          | Противник | Рахунок | Результат | Змагання   |
| -- | -------------- | -------------- | --------- | ------- | --------- | ---------- |
| 1. | 18 травня 1993 | Вільнюс, Литва | Литва     | 1:2     | перемога  | товариська |
| 2. | 25 травня 1994 | Київ, Україна  | Білорусь  | 3:1     | перемога  | товариська |

## Тренерська кар'єра
З 2009 року працював тренером молодіжного складу «Дніпра» (U-21). 30 червня 2016 року був призначений виконувачем обов'язків головного тренера основної команди дніпровського клубу, згодом разом з тренерським штабом перебрався до новоствореного «Дніпра-1».

## Досягнення
- У складі «АПОПа»:

- Володар Кубка Кіпру (2009);

- У складі «Динамо» (Київ):

- Семиразовий чемпіон України (1994—2001);
- Чотириразовий володар Кубка України (1996, 1998—2000);

- У складі молодіжної збірної СРСР U-20:

- Бронзовий призер Чемпіонату світу 1991